# Gudenaaens Kraftstation
Gudenaaens Kraftstation er en dokumentarfilm fra 1921 om elektricitetsproduktion ved Gudenåen. Filmens instruktør og manuskriptforfatter kendes ikke.